# (808) Merxia
(808) Merxia est un astéroïde de la ceinture principale découvert le 11 octobre 1901 par l'astronome italien Luigi Carnera.
Sa désignation provisoire était 1901 GY.